# Cizinec
Cizinec je člověk příslušející k jinému státu či zemi či národu. Jde tedy o pojem relativní, který se vztahuje k určitému státu nebo národu. V oblasti politiky zaměstnanosti má pojem cizinec vlastní status, vážící se především na evropskou zaměstnanost. Cizincem pro evropské společenství je občan jiné země než Evropské unie. Podle zákona č. 326/1999 Sb., o pobytu cizinců  a zákona o zaměstnanosti č.435/2004 Sb. na území České republiky, ve znění pozdějších předpisů se uvádí následující:
"Cizincem se rozumí fyzická osoba, která není státním občanem České republiky".  Pojem "EU citizenship" je jakákoliv osoba, která je držitelem národnosti EU a automaticky je jí přidělen status držitele občanství EU v anglické citaci zní následovně: "EU citizenship is any person who holds the nationality of an EU country is automatically also an EU citizen. EU citizenship is additional to national citizenship and does not replace it."

Cizinec je chráněn právními zákony a předpisy a rovněž článkem 8 Úmluvy o ochraně lidských práv a základních svobod vydané Evropským soudem pro lidská práva a je nadřazený zákonu. Tyto závazky mohou zahrnout přijetí opatření k zajištění respektování soukromého života, a to i v oblasti vztahů mezi jednotlivci. Apelace na volbu prostředků k zajištění dodržování čl.8 je v zásadě na uvážení každého členského státu jako účinný prostředek proti závažným činům, kde jsou v sázce základní lidské hodnoty jednotlivce. To vyžaduje účinné trestněprávní ustanovení, které má každý stát jako pozitivní povinnost plnit.

## Pojem "cizinec" a jeho historický význam v mezinárodním kontextu

#### Historický vývoj pojmu cizinec
Z Nového zákona vychází různá označení  křesťanů mezi nimiž nalezneme i slovo cizinec. Vychází ze slova cizí, tzn. patřící jinám či jinému, z řeckého výrazu se jedná o význam "cizího původu" a jeho postavení v tehdejším světě, což vzbuzovalo jak zvědavost a zájem, tak i pocit strachu z něčeho nového.. Křesťané chápali pojem cizinec více ve spojitosti s určitým podřadným postavením ve společenském životě, nemá vlastní zem, je mu potřeba určité ochrany

## Postavení cizince v mezinárodním kontextu
Podle práv občanů Evropské unie, má právní možnost každý občan svobodně se pohybovat na území ostatních členských států. Díky nástrojům EU jakými jsou nařízení jako závazný předpis, který plní funkci zákonů a díky směrnicím se toto právo rozšířilo i na studenty, důchodce a ostatní osoby, které nejsou výdělečně činné. Občan ve spojení s Evropskou unií má i právo volit ve státě, kde není státním příslušníkem a má taktéž právo na ochranu zastupitelskými úřady, jakými jsou konzuláty při ambasádách. Přesahem práv občanů EU do evropského kontextu je požití rovnocenných základních práv založených na hodnotách, rovnosti, nediskriminace, začlenění, lidské důstojnosti, svornosti, svobody a demokracie. Tyto hodnoty jsou opevněny a chráněny právním státem, který je uveden ve smlouvách EU a v Listině základních práv. Občané EU mají právo taktéž žít, pracovat a studovat a brát se v jiných zemích EU.

#### Přesah významu „cizince“ v institucionálním kontextu
Význam slova cizinec má velice specifické a různorodé propojení v rámci mezinárodního kontextu. Pojem cizinec bezpochyby patří k migračnímu procesu dnešního globalizovaného světa, je nutné udržení bezpečí,řízení a legální migrace snahou důležitých aktérů. Mezi  aktéry lze zařadit intenzivní konzultace a jednání na úrovni globálních dohod, jednáním vlád.
Cizinec má  spojitost k zákonu o zaměstnanosti č. 435/2004Sb., Zákon o zaměstnanosti, v souvislosti se zaměstnáváním cizích státních příslušníků, definováno jako občany EU/EHP, tak i občany třetích zemí, bez toho, jaký druh pobytového oprávnění v ČR mají. Cizinec využívá a uplatňuje využití práv a povinnosti, zejména informační a evidenční plnění procedur a žádostí k povolení k zaměstnání.  Zákon o zaměstnanosti stejně jako zákon o pobytu cizinců vysvětluje "cizí státní příslušník" označuje občany EU, jejich rodinné příslušníky, cizince, kteří jsou vázáni k výkonu zaměstnání pracovním oprávněním na území ČR nebo vysláním do jiné země.

#### Řízení migrace v přesahu do mezinárodního měřítka
Řízení migrace na národní a mezinárodní úrovni je spjato právními zákony, které slouží jako důležitý nástroj pro migraci cizinců. Jedná se převážně o postavení cizinců v kontextu pobytového práva, být způsobilý jako cizinec se účastnit řízení v rámci postavení cizinců a zahraničních osob a to v souladu s českým právním řádem. Cizinci a zahraniční právní osoby mají v oblasti svých osobních a majetkových práv stejná práva jako občané ČR.

## Život cizinců v České republice a zemích EU

#### Pohled na život cizinců v ČR
Od 1.1.2014 podle nově vydaného zákona č. 186/2013 Sb., o státním občanství České republiky se uskutečnilo několik změn. Jednou z hlavních změn došlo k umožnění získání dvojího státního občanství. Další změnou bylo i získání státního občanství v ČR pro cizince druhé generace žijící zde, a to formou prohlášení, kdy po splnění zákonných podmínek má cizinec na nabytí občanství ČR zcela právní nárok.

#### Život cizinců v ČR z třetích zemí
V 2019 byl ukončen legislativní proces, kde dochází kde změnám zákona č. 326/1999 Sb., o pobytu cizinců na území ČR. Hlavním cílem bylo tzv. promítnutí věcného obsahu směrnice Evropského parlamentu a Rady Evropy 2016/801/EU ze dne 16.5.2016 o podmínkách a vstupu i pobytu státních příslušníků třetích zemí za účelem výzkumu, studia, stáže či dobrovolnické služby i vzdělávacích projektů. Zákon nabyl účinnosti ke dni 31.7.2019. Novela odpovídá na poptávku pracovního trhu, vytváří atraktivní systém formou kvót o maximálním počtu žádostí o vízum k pobytu nad 90 dní za účelem dlouhodobého pobytu spojeném s podnikáním a  zaměstnáním. To samé se týká i absolventů vysokých škol, kteří mají tak možnost po ukončení vysokoškolského studia a jako cizinci získat pobytové oprávnění.

### Úprava zákonů o pobytu cizinců v ČR včetně Spojeného království Velké Británie a Severního Irska
Výklad "cizinec" v nově upraveném zákonu zůstává stále  stejnou definicí: "fyzická osoba, která není státním občanem ČR, včetně občana Evropské unie". Ustanovení se vztahuje na občana EU a použije se i na občana státu , který je vázán mezinárodní smlouvou  sjednanou s Evropskou unií. Druhá dohoda ve spojitosti s Velkou Británií "Dohoda o vystoupení Spojeného království Velké Británie a Severního Irska". Status občana EU se použije i na občana Spojeného království, který na území oprávněně pobýval k 31.12.2020. Takovému občanu vzniká právo na volný pohyb ekvivalentní takovému právu příslušníků Evropské unie, nebo občana státu, který je vázán Dohodou o hospodářském prostoru.

## Zákony týkající se pobytů a zaměstnávání cizinců na území ČR
Pobyt cizinců v ČR se řídí zejména zákonem č. 326/1999 Sb., o pobytu cizinců na území ČR  a o změně některých zákonů pro specifické skupiny cizinců, jsou definováni zákonem č. 325/1999Sb. o azylu , kapitola Mezinárodní ochrana a azylová zařízení, zákonem č. 221/2003 o dočasné ochraně cizinců, přičemž dochází k pravidelné aktualizaci těchto zákonů.
Zaměstnávání cizinců se řídí zákonem č. 435/2004 Sb., o zaměstnanosti. Zaměstnance ze zahraničí rozdělujeme z pohledu vstupu na český trh práce do 3 kategorií:
1. občané EU, EHP (Islandu, Lichtenštejnska a Norska) a Švýcarska mající volný vstup na trh práce v ČR
2. cizinci mající volný vstup na trh práce ČR, osoby bez nutnosti mít pracovní povolení, jedná se o cizince s trvalým pobytem, rodinný příslušníci občanů EU, soustavně se připravující na území ČR na budoucí povolání
3. ostatní cizinci z tzv. třetích zemí, musí však mít pracovní povolení, zaměstnaneckou kartu či modrou kartu, vydává Ministerstvo vnitra ČR[25]

Cizinec je z pohledu zákona o zaměstnanosti v ČR považován za uchazeče o zaměstnání, má sice jiné občanství státního příslušníka zemí EU/EHP nebo je jeho rodinným příslušníkem. Z pohledu zaměstnání je zařazen do evidence uchazečů o zaměstnání, má rovná práva a povinnosti dané zákonem o zaměstnanosti na území ČR jako český občan.Sociální politika zaměstnanosti vysvětluje práva a působnost cizince se zaměstnaneckým statusem vážící se především na koordinační evropskou sociální politiku zaměstnanosti. 

#### Práva rodinných příslušníků na území ČR
Cizinec, který je rodinným příslušníkem občana ČR musí předložit při příjezdu cestovní doklad nebo se prokázat jiným dokladem totožnosti. U rodinného příslušníka, který nemá status občana EU je nutné doložit víza nebo povolení k pobytu. Z pohledu zaměstnanosti a právních vztahů mají rodinní příslušníci, kteří jsou členy jiného členského státu EU/EHP rovnocenné postavení jako občan EU

#### Povinnosti cizinců na území ČR
Cizinci jsou si rovni v občanském právu, ve veřejném právu se používá jako hlavní kritérium trvalý pobyt, případně jiný druh pobytu. Držitelé povolení k trvalému pobytu a občané EU a jejich rodinní příslušníci mají ve většině právních předpisů rovné postavení jako občané ČR. S  cestovním dokladem a s platným průkazem o trvalém pobytu mohou cestovat v Schengenském prostoru. Všichni cizinci mají ohlašovací povinnosti vůči České republice. Pobytové doklady vyřizují prostřednictvím ministerstva vnitra.
Osoba, která je v rozhodné době státním občanem České republiky a zároveň občanem jiného státu, rozhoduje státní příslušnost nabytá naposledy, pokud výrazně převažuje její poměr k cizímu státu vzhledem k životním poměrům osoby, tehdy rozhoduje státní příslušnost tohoto státu. Na cizince, který není občanem žádného státu, se hledí jako na občana toho státu, kde má v rozhodné době obvyklý pobyt či se zdržuje, pokud toto nelze zjistit, je postupováno, jako by šlo o státního občana ČR.

## Postavení cizince v EU
Základní myšlenkou Evropské unie je rovnoprávnost všech členských států a její aplikace na občany žijící uvnitř Unie. Jedná se o dodržování lidských práv a právního státu, důstojnost vycházející z Lisabonské smlouvy, kde její neoddělitelnou část tvoří právě již zmíněná Listina základních práv Evropské unie, kde jsou všechna tato práva uvedena.
Cizinec se odlišuje značně od monokulturní komunikace, tj. probíhající uvnitř mezi příslušníky té samé kultury. Osoby mezikulturní komunikace vstupují do komunikačního procesu s ryze odlišnými způsoby jednání, vnímání a hodnocení dané skutečnosti. Cizinec musí tedy za určitých předpokladů zvládnout jiný jazyk, přesto se vystavuje riziku, že neporozumí kultuře národa či daného etnika. Je tedy zřejmé, že cizinec se vyznačuje kulturní odlišností, vyplývající z podmínek domácího prostředí ze kterého vychází, označuje se tzv. sociokulturní bariérou, komunikační a kulturní bariérou.

## Cizinec v českém právním řádu
Platný vnitrostátní právní řád rozlišuje následující kategorie cizinců
- cizinec, jemuž byl udělen azyl v ČR (azylant),
- cizinec žádající o udělení azylu v ČR (žadatel o azyl), azylant a žadatelé o azyl jsou definováni zákonem č. 325/1999Sb. o azylu
- osoba s povoleným trvalým pobytem v ČR, spadá pod zákon č. 326/1999 Sb. o pobytu cizinců na území ČR
- osoba s povoleným přechodným pobytem v ČR[34] a jeho postavení ve vnitrostátním právu. Přechodně pobývat, znamená bez udělení víza platným právním předpisem ES[35]
- cizinec, jež je držitelem mezinárodní ochrany, s postupnou integrací dle jednotlivých právních postupů a nařízení se integruje do majoritní společnosti daného státu[36]

#### Zákon o pobytu cizinců na území ČR
Zákon č. 326/1999 Sb. o pobytu cizinců na území České republiky upravuje podmínky vstupu cizince na území České republiky a vycestování cizince z území, stanovuje podmínky pobytu cizince na území a vymezuje působnost Policie České republiky, Ministerstva vnitra a Ministerstva zahraničních věcí v této oblasti státní správy. Cizincem se rozumí fyzická osoba, která není státním občanem České republiky včetně občana Evropské unie.
Zákon se nevztahuje na cizince, který:'
- je žadatelem o udělení mezinárodní ochrany, azylantem anebo osobou požívající doplňkové ochrany, nebo podal proti rozhodnutí kasační stížnost,
- pokud se jedná o přechodný pobyt cizích ozbrojených sil,
- pobývá na území na základě uděleného oprávnění pobytu za účelem dočasné ochrany, nebo o ni požádal.

#### Zákon o zaměstnanosti
Zákon o zaměstnanosti, zákon č. 435/2004 Sb., o zaměstnanosti, ve znění pozdějších předpisů uvádí:
Cizinec je z pohledu zákona o zaměstnanosti považován za uchazeče o zaměstnání, je sice cizím státním příslušníkem (občanem třetí země či občanem jiného členského státu EU/EHP). Z pohledu zaměstnání je zařazen do evidence uchazečů o zaměstnání, má rovná práva a povinnosti dané zákonem o zaměstnanosti na území ČR jako český občan.

Cizinec, který má na území Česka trvalý pobyt, má i z pohledu zaměstnávání a sociálního zabezpečení rovnocenné podmínky ale povinnosti jako občan ČR či EU/EHP, totéž platí i při hledání zaměstnání, při žádosti o sociální dávky. Existuje ovšem výjimka, fyzická způsobilost, lékařský posudek, povolání ve státních službách vyžadující pravidelnou kontrolu, včetně podmínek při náborovém řízení.

#### Zákon o azylu
Zákon č. 325/1999 Sb. o azylu upravuje postavení žadatelů o azyl či mezinárodní ochranu osob, kterým byl azyl nebo doplňková ochrana udělena. Azyl v souvislosti s uprchlíky je udělován převážně z politických či rasových důvodů. Platí zde, že přijímající stát vydává ochranu utečenci, která ho chrání před jeho ohrožením ze státu, ze kterého utíká. Doba vydání statusu ochrany je stanovena přijímajícím státem a může se na základě situace uprchlíka i prodloužit.

#### Oblast trestního práva
V trestním zákoníku č.40/2009 Sb. se cizinců týká například trest vyhoštění a trestný čin maření výkonu úředního rozhodnutí, pokud jde o správní či soudní vyhoštění. V trestním řádu č.141/1961 Sb. se jedná o výkon trestu vyhoštění a upouštění od jeho výkonu, vydávání a předávání cizince k trestnímu stíhání do zahraničí. Zásada znamená, že lze jen způsobem stanoveným v zákoně a to pouze ze zákonných důvodů a týká se všech stadií právního řízení.

#### Výdělečná činnost cizinců
Výdělečná činnost cizinců je upravena zákonem o zaměstnanosti (povolení k zaměstnání, sankce za nelegální činnost). Cizinec je podle českého zákona o zaměstnanosti 435/2004 Sb. definován jako občan, který není státním příslušníkem EU, EHS nebo ESVO. Pro cizince platí přísnější podmínky pro získání zaměstnání v ČR, musí žádat úřady práce o vydání pracovního povolení. Dále výdělečnou činnost cizinců ovlivňuje živnostenský zákon č. 455/1991 Sb., který upravuje specifika živnostenského oprávnění pro cizince. 

#### Listina základních práv a svobod
Listinu základních práv a svobod obsahují mezinárodní úmluvy o lidských právech a svobodách. Tyto úmluvy byly ratifikovány a vyhlášeny a Česká republika je jimi vázána. Listina základních práv a svobod je označena pod č.2/1993 Sb. a spadá pod zdroje ústavního práva. Vyplývá z ní  zásada rovnosti a nediskriminace, cizinci mají stejná práva jako občané ČR, pokud zákon výslovně nestanoví jinak. Garantuje podle č. 2/1993 sb., že ústavní práva a svobody jsou nezadatelné, nezcizitelné, nepromlčitelné a nezrušitelné a to pro všechny bez rozdílu rasy, pohlaví, barvy pleti, víry a náboženství , politického smýšlení, sociálního původu, příslušnosti k národnostní či etnické menšině".

#### Nerovnosti cizinců
Na druhou stranu cizinci z EU či s trvalým pobytem pocítí znevýhodnění v oblasti volebního práva, či pobytového práva. Právo trvalého pobytu tak i právo občana EU pobývat na území ČR může být zrušeno, zejména v případě spáchání trestního deliktu. Dále jsou cizinci povinni mít cestovní doklad, v případě ztráty je cizinec často nucen jet do země původu pro nový cestovní doklad. S  cestovním dokladem a s platným průkazem o trvalém pobytu mohou cestovat v Schengenském prostoru. Všichni cizinci mají speciální ohlašovací povinnosti. Pobytové doklady vyřizují na ministerstvu vnitra, ne u běžných obecných úřadů.

## Cizinec na mezinárodní úrovni

#### Právní postavení cizinců v soukromoprávních poměrech
Dle zákona č. 91/2012 Sb. o mezinárodním právu soukromém je cizinec osoba bez státního občanství ČR. Cizinci mají v oblasti osobních a majetkových práv stejná práva a stejné povinnosti jako občané ČR, pokud není tímto nebo jiným zákonem stanoveno něco jiného. Tato situace může nastat, pokud cizí stát nakládá se státními občany ČR jinak než se svými občany, tehdy může Ministerstvo zahraničních věcí v dohodě s příslušnými orgány sdělením v úředním publikačním prostředku stanovit, že pro cizince stejná práva a povinnosti jako pro občany ČR nepoužije. To však neplatí, pokud se jedná o cizince, kterým z práva EU vyplývají stejná práva a povinnosti jako státním občanům ČR, nebo by tím byla porušena základní práva cizince.

#### Vícenásobná nebo neurčitá státní příslušnost
Osoba, která je v rozhodné době státním občanem České republiky a zároveň občanem jiného státu, je rozhodné státní občanství České republiky. Pokud však je občanem několika států, rozhoduje státní příslušnost nabytá naposledy, pokud výrazně převažuje její poměr k cizímu státu vzhledem k životním poměrům osoby, rozhoduje státní příslušnost tohoto státu. Na cizince, který není občanem žádného státu se hledí jako na občana toho státu, kde má v rozhodné době obvyklý pobyt nebo kde se zdržuje, pokud toto nelze zjistit, je postupováno, jako by šlo o státního občana ČR.

#### Evropská úmluva o ochraně lidských práv
Evropská úmluva o ochraně lidských práv zajišťuje: povinnost respektovat lidská práva, právo na život, zákaz mučení, zákaz otroctví a nucených prací, právo na svobodu a osobní bezpečnost, právo na spravedlivé řízení, uložení trestu jen na základě zákona, právo na respektování soukromého a rodinného života, svobodu myšlení, svědomí a náboženského vyznání, svobodu projevu, svobodu shromažďovací a sdružovací, právo uzavřít manželství, právo na účinný právní prostředek nápravy, zákaz diskriminace. Základní myšlenkou Evropské unie je rovnoprávnost všech členských států a její aplikace na občany žijící uvnitř Unie. Jedná se o dodržování lidských práv a právního státu, důstojnost vycházející z Lisabonské smlouvy, kde její neoddělitelnou část tvoří právě již zmíněná Listina základních práv Evropské unie.

#### Článek o omezení politické činnosti cizinců.
Projev o svobodě, o svobodě shromažďování a sdružování a zákaz diskriminace nebrání smluvním stranám uvalit omezení na politickou činnost cizinců. Cizinec může kandidovat za jakýkoliv nezávislý subjekt nebo jako nezávislý kandidát. Cizinec však nemůže být v České republice členem politické strany či politického hnutí. To mu však nebrání aby kandidoval na kandidátní listině zvolené strany. Kandidátem může být osoba, která má v den voleb 18 let nebo v den následující,  má občanství jiného členského státu. Volit a kandidovat mohou na území ČR  pouze občané EU nikoliv občané třetích zemí.  Cizinec však může být členem rady obce.  Proces kandidatury ve volbách do zastupitelstva a Evropského parlamentu se řídí zákonem č. 491/2001 Sb. o volbách do zastupitelstva obcí a zákon č. 62/2003 o volbách do Evropského parlamentu, kde podmínkou je splnit věkovou hranici 21 let či dnem následující, být občanem EU nebo jiného členského státu a mít trvalý pobyt na území ČR.

#### Dodatkové protokoly týkající se cizinců
Protokol č.4. (druhý dodatkový) k Úmluvě o ochraně lidských práv a základních svobod článkem 4, zakazuje hromadné vyhoštění cizinců.
Protokol č.7. v článku 1 ustanovuje procesní záruky v případě vyhoštění cizince
Cizinec, který má povolen pobyt na území některého státu, může být vyhoštěn pouze na základě výkonu rozhodnutí přijatého v souladu se zákonem a musí mít možnost:
- uplatnit námitky proti svému vyhoštění
- dát přezkoumat svůj případ a
- dát se zastupovat za tímto účelem před příslušným úřadem nebo osobou nebo osobami tímto úřadem určenými.

Protokol č.12. ustanovuje všeobecný zákaz diskriminace.
- Užívání každého práva přiznaného zákonem musí být zajištěno bez jakékoli diskriminace z důvodu pohlaví, rasy, barvy pleti, jazyka a náboženství, politického či jiného smýšlení, národnostního či sociálního původu, příslušnosti k národnostní menšině, majetku, rodu či jiného postavení.

- Nikdo nesmí být diskriminován žádným orgánem veřejné moci z jakéhokoli důvodu, zejména z důvodů uvedených v odstavci 1.[46]

## Cizinec a proces vyhoštění
Vyhoštění je proces podle českého trestního zákoníku, který se vztahuje a může postihnout pouze cizince. Má působnost vždy na celé území České republiky. Cílem je zabránit pachateli v páchání další trestné činnosti na daném území, a to z důvodu bezpečnosti lidí a majetků. Uděluje se samostatně na dobu neurčitou, nebo od 1 roku do 10 let. Délka trestu je tedy závislá na druhu a závažnosti spáchaného trestu, způsobu nápravy a také se přihlíží k sociálním a majetkovým poměrům pachatele. Zkoumá se i stupeň ohrožení bezpečnosti lidí a jiného obecného zájmu.

Cizinec, může být vyhoštěn, je-li takové vyhoštění nezbytné v zájmu veřejného pořádku nebo je-li odůvodněno zájmy národní bezpečnosti. Cizinec může být vyhoštěn či zbaven trvalého pobytu na území ČR dle zákona o pobytu cizinců, ale s přiměřeností dopadů do jeho soukromého života podle čl. 8 Úmluvy o ochraně lidských práv a základních svobod č. 209/1992 Sb. lze aplikovat přímodle článku 8 Úmluvy dle Rady Evropy-Evropského soudu pro lidská práva z roku 2022, která je nadřazena zákonu  "Article 8 of the Convention - Right to respect for private and family life", Hlavním účelem čl. 8 je ochrana před svévolnými zásahy do soukromého a rodinného života, obydlí a korespondence ze strany orgánu veřejné moci.

## Vstup na území České republiky
Na území ČR je cizinec oprávněn vstoupit v místech stanovených jako hraniční přechod, tzn. na vymezených místech na vnějších hranicích státu, v prostoru mezinárodního letiště, popř. v prostoru mezistátního vlaku. Při překročení hranice je nutné se podrobit kontrole dokladů po výzvě policie. V zásadě platí, že občané EU s nimiž má ČR sjednanou mezinárodní smlouvu o bezvízovém styku, předkládají při hraniční kontrole cestovní doklad. Cizinci, kteří mají ve vztahu k ČR vízovou povinnost jsou povinni dále předkládat platné vízum, doklad o zajištění prostředků k pobytu, doklad o zdravotním pojištění, doklad o zajištění ubytování, popř. vízum státu, do kterého hodlá cizinec přes území ČR cestovat.

## Pobyt v Česku

#### Přechodný pobyt na krátkodobá víza do 90 dní
Jedná se o speciální pobytové oprávnění, které vychází z právního nároku a může být umožněno
za určitých podmínek. Přechodný pobyt začíná překročením státní hranice. Cizinec může pobývat na území členského státu bez víza na základě právních předpisů Evropského společenství, splňuje podmínku občana EU. Přechodný pobyt na krátkodobá víza se řídí právním předpisem ES, uděluje se na hranicích do cestovního dokladu, prodlužuje se policií ČR. Ve většině případů se žádá pro rodinného příslušníka občana EU, který není občanem EU, žádost se podává na zastupitelském úřadě. Krátkodobá víza se udělují na dobu do 90 dní. ČR uděluje krátkodobá víza pro neunijní občany na sezónní zaměstnávání vydané zastupitelským úřadem. Pokud žadatel v průběhu 5 let již žádal o krátkodobá víza za účelem sezónního zaměstnání a nenastal žádný problém se zaměstnavatelem, má v tomto případě opětovná žádost pro cizince přednost k vyřízení před ostatními.

#### Průjezdní a letištní vízum
Letištní vízům dle §24 a §25, stejně tak i průjezdní vízum podle §22 a §23 bylo zrušeno dle novelizace zákona o pobytu cizinců ČR z roku 2022. Toto nařízení se vztahuje především pro držitelé shengnenského víza, držitele dlouhodobého víza nebo dlouhodobého pobytu, držitelé víza pro pobyt ve státech EHP včetně Japonska, Kanady, USA. Dále se toto nařízení vztahuje na rodinné příslušníky občanů EU, držitelů diplomatických pasů, členové leteckých posádek letadel Chicagské úmluvy, držitelé pobytu v Japonsku, USA, San Marinu, Kanady a Andorry. Letištní průjezdní vízum je uděluje  jako jednosměrné nebo dvousměrné, tzn. dva vstupy na území státu. Délka platnosti je 6 měsíců.
- přechodného pobytu na krátkodobá víza
  - vízum k pobytu do 90 dní
  - průjezdní vízum
  - letištní vízum
  - výjezdní příkaz
- přechodného pobytu na dlouhodobá víza
  - vízum k pobytu nad 90 dní se jedná o udělení dlouhodobého víza[59]  Cizinec si může požádat o vízum k dlouhodobému pobytu za účelem  zaměstnání, uděluje se tedy k předání určitého oprávnění k pobytu na území českého státu po dobu nad 90 dní s délkou maximálně 1 roku.
  - vízum za účelem strpění pobytu

- povolení k dlouhodobému pobytu déle než 1 rok[60],  
  - za účelem společného soužití rodiny na území
  - rezidentovi jiného státu EU
  - za studia na území ČR
  - za účelem ochrany na území
  - strpění pobytu na území

Povolení k dlouhodobému pobytu v rozmezí více než 1 rok
většinou za účelem dlouhodobě setrvat s rodinným příslušníkem či získání zaměstnání nebo z důvodu prodloužení zaměstnání si cizinec může požádat i o prodloužení dlouhodobého pobytu na delší dobu než jeden rok, také se může jednat o odborného pracovníka vyslané za účelem sjednaného výzkumu či  projektu, kdy se doba pobytu na základě jeho trvání prodlužuje. Cizinec v tomto případě je povinen předložit dobu trvání výzkumu či úspěšné dokončení výzkumné práce výzkumným ústavem či doklad o úspěšně dokončeném studiu, doklad o zdravotním pojištění na území českého státu. 

### Trvalý pobyt
Může být umožněn na základě:
- povolení k pobytu
  - bez podmínky předchozího nepřetržitého pobytu na území ČR
  - za podmínky předchozího nepřetržitého pobytu na území ČR po ukončení azylového řízení
  - za podmínky předchozího nepřetržitého pobytu na území ČR: Nepřetržitým pobytem je myšleno, že dotyčná osoba se zdržuje nepřetržitě na území ČR z důvodu udělení mezinárodní ochrany a délkou pobytu splňuje podmínku pro udělení přechodného či trvalého pobytu v rozmezí  4 až 5 let nepřetržitého pobytu[62]

#### Proces přidělení trvalého pobytu a jeho možné odejmutí u cizinců
Povolení k trvalému pobytu, kterému předchází doba 4 let nepřetržitého pobytu v ČR, a to v důsledku humanitárních důvodů, jakými může být udělení mezinárodní ochrany, sňatek s azylantem apod.  Nárok na trvalý pobyt u cizince je vydán za podmínky, jestliže probíhalo v posledních dvou letech řízení o mezinárodní ochraně, případně byla podána kasační stížnost. Cizinec se  "kasační stížností"  může odvolat při splnění všech náležitostí, jakými jsou označení rozhodnutí proti němuž se cizinec odvolává a v jakém rozsahu či z jakého důvodu toto rozhodnutí cizinec (stěžovatel) napadá, doložení místa a lhůty podání. Doba podání odvolání je stanovena zákonem.

#### Odejmutí trvalého pobytu u cizinců
Jedná se o opravné odvolání proti pravomocnému rozhodnutí krajského soudu, která se podává u Nejvyššího soudu. Kasační stížnost může být u cizince podána při rozhodnutí krajským soudem o zrušení povolení k trvalému pobytu podle zákona č. 326/1999Sb., o pobytu cizinců na území České republiky, pouze ve výjimečných případech čl. 8 Úmluvy o ochraně lidských práv, a to za předpokladu v souvislosti  s nepřiměřeným zásahem do soukromého či rodinného života cizince. Kasační stížnost se řídí soudním správním řádem č. 150/2002 Sb.  Zrušení trvalého pobytu krajským soudem může nastat, pokud dotyčný cizinec se nezdržuje po dobu delší 6 let na území ČR, lze tuto okolnost popsat právně jako závažný znak, kde je možno počítat s právními důsledky. Zákon o pobytu cizinců je nastaven takovým způsobem, že v případě zrušení platnosti povolení k trvalému pobytu u cizince se přihlíží i k přiměřenosti dopadů do osobního života cizince v souladu s čl.8 Úmluvy, která je součástí ústavního pořádku.

### Další druhy pobytu
- pobyt občana EU a jeho rodinných příslušníku v ČR
- pobyt cizince narozeného na území ČR